# Climacoptera brachiata
Climacoptera brachiata là loài thực vật có hoa thuộc họ Dền. Loài này được (Pall.) Botsch. mô tả khoa học đầu tiên năm 1956.